# Józef Gładysz
Józef Gładysz (ur. 22 sierpnia 1952 w Gdańsku) – polski trener piłkarski związany m.in. z Lechią Gdańsk oraz młodzieżową reprezentacją Polski U-17. 
W Lechii Gdańsk:
- asystent trenera (seniorzy): lipiec 1981 - marzec 1982
- pierwszy trener (seniorzy): grudzień 1996 - czerwiec 1997
- pierwszy trener (juniorzy starsi): od lipca 2007
- pierwszy trener (juniorzy młodsi): lipca 2007